# Pseudogobius melanostictus
Pseudogobius melanostictus és una espècie de peix de la família dels gòbids i de l'ordre dels perciformes.

## Morfologia
- Els mascles poden assolir 4 cm de longitud total.[4][5]

## Hàbitat
És un peix de clima tropical i demersal.

## Distribució geogràfica
Es troba a l'Índia, Indonèsia, Papua Nova Guinea, les Filipines, Singapur i Sri Lanka.

## Observacions
És inofensiu per als humans.